# Деметрій II Етолійський
Деметрій II (*275 до н. е. — 229 до н. е.) — цар Македонії у 239 до н. е.—229 до н. е. роках.

## Життєпис
Походив з династії Антигонідів. Син Антигона II, царя Македонії. За життя батька стає його співправителем. У 260 році до н. е. відзначився під час війни з Олександром II, царем Епіру, завдавши тому поразки в області Еліміотіда.
У 250-х до н. е. одружився зі Стратонікою з династії Седевкидів. Згодом представляв владу батька в важливому місті Бероя. У 249 році до н. е. влаштовано шлюб з Нікеєю, уловою Олександра, володаря Коринфа і Акрокоринфу (стриєчного брата Деметрія і онука діадоха Кратера). Завдяки цьому встановлено контроль Македонії над Істмом. Втім у 243 році до н. е. ахейський стратег Арат захопив Коринф і Акрокоринф.
У 239 до н. е., після смерті Антигона II, стає царем. В цей час Македонія опинилася ослабленою, а потуга Етолійського і Ахейського союзівзросла. Цьому й вирішив покласти край македонський цар. Проти нього утворюється коаліція Етолійського та Ахейського союзів — розпочинається так звана Деметріанська війна. Деметрій II у 239 до н. е. захоплює південний Епір. Невдовзі укладається союз з Епіром, з царівною якого цар одружився.
У 238 до н. е. відбиває раптову атаку Арата, стратега ахейців, на Аргос та Афіни, закріплюється у Корінфі. У битві при Філакії македонський стратег Бітій завдав поразки Арату. На Пелопонесі спирається на тиранів як ворогів Ахейського союзу. 237 року до н. е. укладає союз з містом Гортина, одним з потужних полісів Криту. Водночас цар докурив своєму стратег Дікеарху охороняти узбережжя о. Евбея і Аттику від етолійських піратів.
У 236 до н. е. з успіхом воює в Беотії, в результаті чого беотійський союз переходить на бік Македонії. Того ж року Деметрій II зайняв Мегаріду. Водночас вимушений у 235 до н. е. відбивати напади племені дарданів на північну Македонію.
У 233 до н. е. зазнає невдачі від Етолійського союзу, війська якого захоплюють Амбракію. Втім до 231 році до н. е. зумів істотно розширити македонську присутність в Епірі, скориставшись занепадом тамтешньої династії Еакідів. 231 року до н. е. підкупив ілірійського царя Агрона, що завдав поразки етолійцям у битві біля Медіона в Акарнанії.
Деметрій II у 229 році до н. е. зазнав нищівної поразки від племені дарданів, що вдерлося до Македонії. Невдовзі після цього він помер. Деметрію II спадкував зведений брат Антигон III Досон.

## Родина
1. Дружина — Стратоніка Македонська, донька Антіоха II Теоса
2. Дружина — Нікея Корінфська
Діти:
- Філіпп V

3. Дружина — Фтія, донька цариці Епіру, Олімпіади.
- Апама III

Низка істориків вважають Філіпа V сином Фтії.